# Juvincourt-et-Damary
Juvincourt-et-Damary és un municipi francès situat al departament de l'Aisne i a la regió dels Alts de França. L'any 2007 tenia 454 habitants.

## Demografia

### Població
El 2007 la població de fet de Juvincourt-et-Damary era de 454 persones. Hi havia 160 famílies de les quals 20 eren unipersonals (4 homes vivint sols i 16 dones vivint soles), 60 parelles sense fills, 76 parelles amb fills i 4 famílies monoparentals amb fills.
La població ha evolucionat segons el següent gràfic:
Habitants censats

### Habitatges
El 2007 hi havia 185 habitatges, 163 eren l'habitatge principal de la família, 6 eren segones residències i 16 estaven desocupats. 183 eren cases i 2 eren apartaments. Dels 163 habitatges principals, 130 estaven ocupats pels seus propietaris, 30 estaven llogats i ocupats pels llogaters i 3 estaven cedits a títol gratuït; 4 tenien dues cambres, 15 en tenien tres, 30 en tenien quatre i 114 en tenien cinc o més. 116 habitatges disposaven pel capbaix d'una plaça de pàrquing. A 58 habitatges hi havia un automòbil i a 87 n'hi havia dos o més.

### Piràmide de població
La piràmide de població per edats i sexe el 2009 era:
| Homes | Edats   | Dones |
| ----- | ------- | ----- |
| 0     | 95 o +  | 0     |
| 0     | 90 a 94 | 0     |
| 0     | 85 a 89 | 12    |
| 0     | 80 a 84 | 4     |
| 8     | 75 a 79 | 0     |
| 0     | 70 a 74 | 12    |
| 0     | 65 a 69 | 4     |
| 20    | 60 a 64 | 12    |
| 16    | 55 a 59 | 16    |
| 16    | 50 a 54 | 16    |
| 12    | 45 a 49 | 12    |
| 16    | 40 a 44 | 12    |
| 4     | 35 a 39 | 8     |
| 16    | 30 a 34 | 16    |
| 8     | 25 a 29 | 12    |
| 8     | 20 a 24 | 16    |
| 8     | 15 a 19 | 12    |
| 4     | 10 a 14 | 16    |
| 4     | 5 a 9   | 8     |
| 4     | 0 a 4   | 12    |

## Economia
El 2007 la població en edat de treballar era de 291 persones, 226 eren actives i 65 eren inactives. De les 226 persones actives 207 estaven ocupades (114 homes i 93 dones) i 19 estaven aturades (9 homes i 10 dones). De les 65 persones inactives 22 estaven jubilades, 16 estaven estudiant i 27 estaven classificades com a «altres inactius».

### Ingressos
El 2009 a Juvincourt-et-Damary hi havia 171 unitats fiscals que integraven 476 persones, la mediana anual d'ingressos fiscals per persona era de 18.876,5 €.

### Activitats econòmiques
Dels 15 establiments que hi havia el 2007, 5 eren d'empreses de construcció, 3 d'empreses de comerç i reparació d'automòbils, 1 d'una empresa financera, 1 d'una empresa immobiliària i 5 d'empreses de serveis.
Dels 3 establiments de servei als particulars que hi havia el 2009, 1 era un taller de reparació d'automòbils i de material agrícola, 1 guixaire pintor i 1 electricista.
L'any 2000 a Juvincourt-et-Damary hi havia 16 explotacions agrícoles.

## Equipaments sanitaris i escolars
El 2009 hi havia una escola elemental.

## Poblacions més properes
El següent diagrama mostra les poblacions més properes.